# Graemontia bifidens
Graemontia bifidens is een hooiwagen uit de familie Triaenonychidae.